# Букайші
Бука́йші (латис. Bukaiši) — село у Латвії, Семигалія, Терветський край, Букайшівська волость. Адміністративний центр волості. Розташоване на півдні країни, на березі річки Тервете, на латисько-литовському кордоні.

## Назва
- Бука́йші (латис. Bukaiši, лит. Bukaišiai) — сучасна латиська назва.
- Фокенго́ф (нім. Fockenhof) — стара німецька назва, що походить від маєтку (латис. Bukaišu muiža).

## Географія

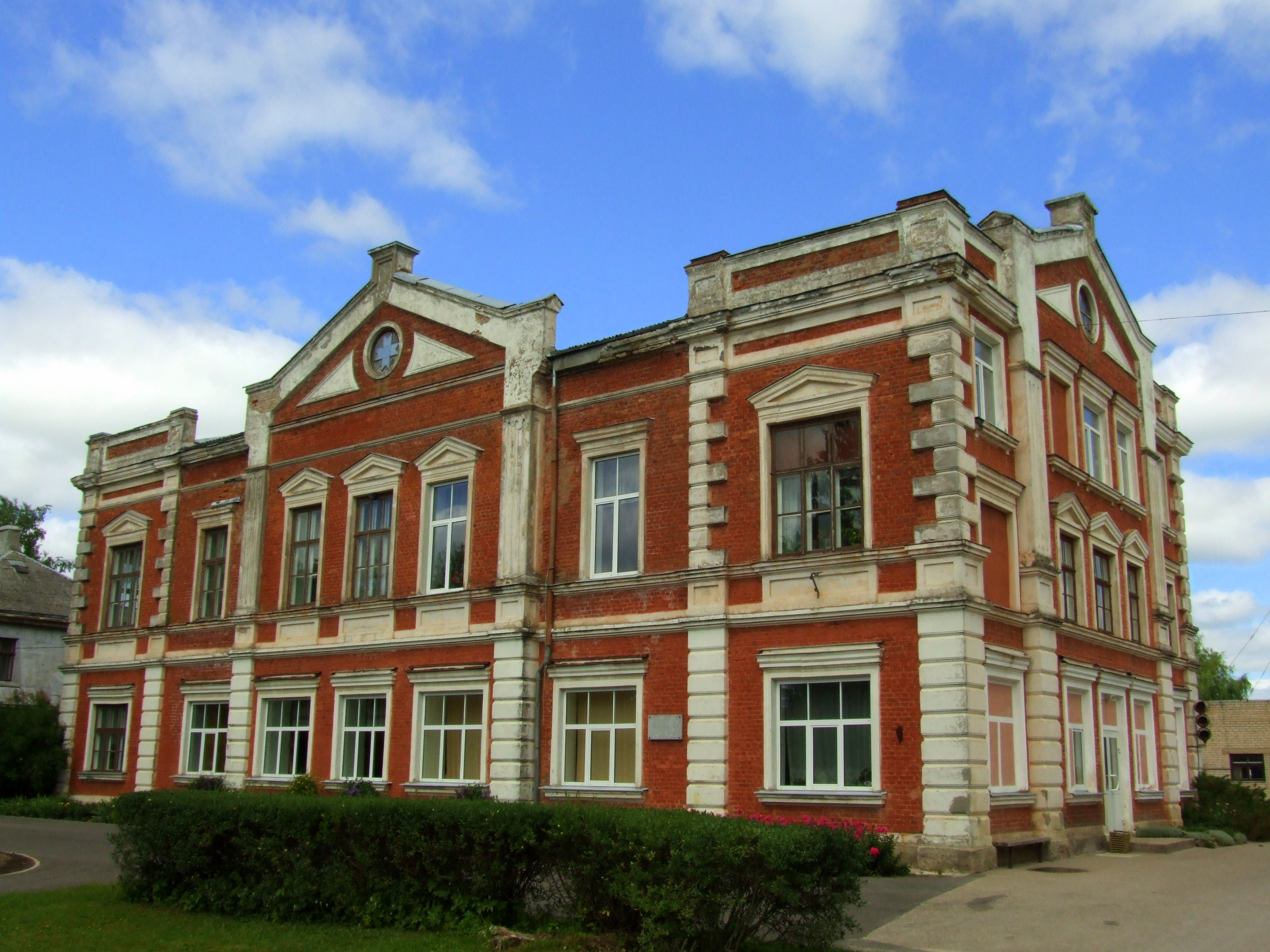
Букайшівська школа

Букайші розташовані на півдні Латвії, в Семигалії, неподалік від латисько-литовського кордону. Село лежить на перехресті річки Тервете з автошляхами V1108 (Букайші-Лачі) і V1106 (Аугсткалне-Бене). Населення — 237 осіб (2020).

## Історія
Букайші вперше згадуються у історичних документах під 1605 роком як маєток Фокенгоф. Він входив до складу герцогства Курляндії та Семигалії, яким керували німецькі родини.
1649 року герцог Яків Кеттлер дарував цей маєток своїй дружині, бранденбурзькій принцесі Луїзі-Шарлотті.
У XVIII ст. маєток перейшов баронському роду Говенів. 1740 року тут народився Отто-Герман фон дер Говен, курляндський правник і дипломат, один із організаторів російської анексії Курляндії та Семигалії.
1901 року у селі постала місцева Латвійська спілка, філіал ризької організації, що об'єднувала латишів за національністю.
Після 1933 року маєтності Букайші належали латвійському льотчику-герою Гербертсу Цукурсу, який під час Другої світової війни взяв участь у Голокості.
22 серпня 1944 року в районі села Букайші відбувся танковий бій між німецькими і радянськими військами.
В часи радянської окупації село було центром Букайшської сільської ради Добельського району. В селі діяв колхоз імені Суворова.

## Населення
Згідно з даними Управління у справах громадянства і міграції населенн Букайшів станом на 16 січня 2020 року нараховувало 237 осіб.

## Персоналії

### Уродженці
- Отто-Герман фон дер Говен — курляндський правник і дипломат.